# Perissus luteofasciatus
Perissus luteofasciatus är en skalbaggsart som beskrevs av Maurice Pic 1950. Perissus luteofasciatus ingår i släktet Perissus och familjen långhorningar. Inga underarter finns listade i Catalogue of Life.